# چوب (ترانه پیت‌بول)
چوب (به انگلیسی: Timber) ترانه‌ای از پیت بول به همراهی کشا است که در ۷ اکتبر منتشر شده‌است. سبک آن دنس-پاپ است. این آهنگ در سال ۲۰۱۳ ضبط شده و در ۷ اکتبر ۲۰۱۳ منتشر شد. این آهنگ توسط پیتبول و کشا نوشته شده‌است و توسط دکتر لاک، سیرکات. سرم استایل تهیه شده‌است. منتشران این آهنگ شرکت‌های آقای ۳۰۵ رکوردز، پالاگراندز و آر سی ای هستند و در چارت ایرلند (ایرما) رتبهٔ ۶۷ را کسب کرده‌است. این آهنگ متعلق به هشتمین آلبوم پیتبول یعنی بحران است.

## موزیک ویدئو
موزیک ویدئوی این آهنگ اولین بار در صفحهٔ فیسبوک رسمی پیتبول در تاریخ ۲۴ نوامبر ۲۰۱۳ منتشر شد و در همان روز در شبکهٔ رسمی پیتبول در یوتیوب منتشر شد. موزیک ویدئوی این آهنگ در حال حاضر دارای  بیش از یک میلیار نفر بازدید است.

## اجرای زنده
در ۲۴ نوامبر ۲۰۱۳، پیتبول به همراهی کشا این آهنگ را مسابقهٔ American Music Awards 2013 اجرا کردند. همچنین پیتبول آهنگ را در جشنوارهٔ Good Morning America به‌صورت زنده اجرا کرد. و بعد از آن پیتبول در نمایش دیوید لترمن آهنگ را اجرا کرد.